# Єврейські цвинтарі Дрогобича
Єврейські цвинтарі Дрогобича — збережені та знищені юдейські поховання (кіркути) в Дрогобичі.
Найдавнішим єврейським кіркутом у Дрогобичі був Старий жидівський цвинтар, заснований, за різними даними, у середині XVII або на початку XVIII століття і знаходився на території єврейського кварталу Лан. Новий жидівський цвинтар був відкритий у 20-х роках. 
Як пише Йосиф Гельстон, то «Більшості провінційних єврейських громад аж до кінця XVI-го століття не дозволялося мати свої цвинтарі. З цієї причини в період пізнього середньовіччя Старий єврейський цвинтар у Львові став місцем вічного спочинку для всіх євреїв Галичини». На цьому цвинтарі, до слова, знаходимо поховання Аделі Кікенес з Дрогобича (1710 р.)

## Старий цвинтар (кіркут)
Хоча перший єврейський цвинтар у Дрогобичі заснований досить давно, однак, широка детальніша його історія відсутня. І часто йде в контексті згадки про Бруно Шульца, якого було вбито під час дикої акції 19 листопада 1942 року. У книзі Єжи Фіцовського читаємо: «Уночі приятель Шульца Ізидор Фрідман поховав його рештки на єврейському цвинтарі. Місце поховання залишилося невідомим, а випадково вцілілий цвинтар був повністю ліквідований після війни».

### Поховання на Старому цвинтарі
Варто нагадати, що на старому цвинтарі були поховані також декілька студентів-учнів засновника хасидизму Баал-Шем-Това.
Багато надгробків мали характерні символи: 
- благословляючі руки — символ когена,
- дзбан і глечик — символ левита (представника коліна Леві),
- книжки — символ вченого...

## Новий цвинтар
Новий єврейський цвинтар ставав місцем звірських свідчень окупації: тут братська могила євреїв, вбитих нацистами, а від радянської влади відкритті масові поховання замордованих чимало українців.
Восени 2004 року дослідники Роман Мних та Олег Радченко здійснили на новому єврейському цвинтарі перепис прізвищ (тобто, тих, які можна було прочитати), чим внесли свою лепту до збереження минулого міста.